# 比兴巴赫
比兴巴赫是德国巴伐利亚州的一个市镇。总面积30.78平方公里，总人口5121人，其中男性2545人，女性2576人（2011年12月31日），人口密度166人/平方公里。